# Villota del Páramo
Villota del Páramo – gmina w Hiszpanii, w prowincji Palencia, w Kastylii i León, o powierzchni 77,96 km². W 2011 roku gmina liczyła 353 mieszkańców.